# Папо, Исидор
Исидор Папо (серб. Исидор Папо; 31 декабря 1913, Любушки — 14 октября 1996, Белград) — югославский врач-кардиохирург, доктор медицинских наук, профессор, академик Сербской академии наук и искусств, главный хирург Югославской народной армии, генерал-полковник ЮНА.

## Биография
Родился 13 декабря 1913 года в местечке Любушки. Родом из евреев-сефардов, некогда изгнанных из Испании, потомки которых осели в XVII веке в Сербии. Окончил гимназию в Мостаре и Загребский университет (медицинский факультет). После Апрельской войны и оккупации королевства Югославии бежал в Мостар, где сначала работал в больнице, а затем ушёл в партизаны. Служил врачом в Мостарском партизанском отряде. Во время войны вошёл в состав команды врачей при Верховном штабе НОАЮ.
За время войны Исидор пережил страшную семейную трагедию: усташи зверски убили более 50 членов его семьи, в том числе родных брата и сестру. В 1944 году он прибыл в медицинский центр западных союзников в Италии, где познакомился с Родом Смитом (в 1969 году тот подал ходатайство о приглашении врача в Королевский хирургический колледж). После возвращения из Италии стал главврачом больницы в Нови-Саде, а затем направлен на Сремский фронт, где обучал молодых югославских военных врачей.
В 1946 году Папо отправился в СССР, где учился некоторое время в Ленинградской военно-медицинской академии имени С. М. Кирова, где сдал успешно экзамен по хирургии в 1947 году, а в 1948 году стал начальником 2-го хирургического отделения Главной военной больницы (ныне Белградская военно-медицинская академия). Обучался у таких хирургов, как С. С. Юдин, А. Н. Бакулев, А. В. Вишневский. У Юдина он научился технике реконструкции, которую применял в своей деятельности, проведя тем самым ряд так называемых «операций по Юдину и Папо» и став первым югославским врачом, перенявшим технику Юдина. Международное признание обрёл после того, как прооперировал около 350 человек. Позднее возглавил кафедру хирургии и стал главврачом Югославской народной армии.
В США Папо отправился на повышение квалификации в области кардиохирургии, где занимались вопросами экстракорпоральной циркуляции крови. Работал в штате Филадельфия, в клинике Майо, больнице Маунт-Синай. Продолжил оперировать у себя на родине: 12 ноября 1965 успешно провёл внедрение искусственного клапана сердца. Провёл более 4 тысяч операций на открытом сердце.
В 1950 году получил звание доцента, в 1953 году профессора, в 1956 году почётного профессора. В 1975 году произведён в генерал-полковники санитарной службы Югославской Народной Армии. Председатель хирургического отделения с 1963 по 1966 годы (покинул пост 22 января 1966). Приглашал различных зарубежных хирургов для чтения лекций. Автор 217 научных работ (13 опубликованы в иностранных журналах). Редактор учебника «Военная хирургия». Более 30 лет возглавлял хирургическую клинику Белградской военно-медицинской академии. На пенсии с 1982 года.
Скончался 14 октября 1996 в Белграде. Похоронен на Еврейском кладбище.

## Научные труды
- Primarni odloženi šav ratne rane (1977)
- Ratna hirurgija (1980);
- Slobodan Kostić: (1902-1986) (1987).

## Общественная деятельность
Состоял в обществе хирургов Югославии, а также следующих организациях:
- Австрийское общество травматологов
- Международное общество хидатиологов
- Научный совет Международного хирургического общества
- Американский кардиологический колледж
- Немецкое хирургическое общество
- Парижское общество хирургов (почётный член)
- Американское общество врачей
- Хирургическое общество Лос-Анджелеса
- Французская Академия хирургии
- Перуанская Академия медицинских наук
- Королевский колледж хирургии Великобритании и Ирландии
- Общество грудной хирургии Боливии

21 декабря 1961 избран членом-корреспондентом в Сербскую академию наук и искусств, полный статус академика Сербской академии наук получил 7 марта 1968.

## Награды
Отмечен следующими наградами:

### Рядовые гражданские
- Октябрьская медаль Белграда
- Медаль 7 июля
- Медаль 22 декабря
- Медаль АВНОЮ
- Медаль имени А. А. Вишневского

### Государственные
- Медаль «Партизанская память»
- Орден Югославской Звезды с лентой
- Орден Югославского флага с лентой
- Орден Партизанской Звезды с золотым венком
- Орден «За заслуги перед народом» с золотым венком
- Орден Югославской Народной Армии с золотым венком
- Орден «За храбрость»
- Звание рыцаря Великобритании